# Île de la Province
Île de la Province (ang. Province Island) – wyspa w Ameryce Północnej, największa z dwudziestu wysp jeziora Memphrémagog. Większość jej powierzchni znajduje się w kanadyjskiej prowincji Quebec, jednak jej południowy kraniec przecina granica amerykańsko-kanadyjska, w związku z czym ok. 9% powierzchni wyspy leży w amerykańskim stanie Vermont. Jej nazwa prawdopodobnie związana jest z powstaniem prowincji Quebec w 1867 roku. Znana była również jako Howard Island, od jej właściciela Benjamina C. Howarda, a po 1887 roku jako Zabrieski Island, od nowego właściciela, Andrew Zabrieskiego.